# Straat Lamakera
Straat Lamakera (Indonesisch: Selat Lamakera) is een zeestraat in Indonesië in de provincie Oost-Nusa Tenggara. Het water scheidt het eiland Lomblen in het oosten van de eilanden Adonara en Solor in het westen, al deze eilanden zijn onderdeel van de Solorarchipel. Verder verbindt de straat Lamakera de Sawuzee in het zuiden met de Floreszee in het noorden. De zeestraat is vernoemd naar de plaats Lamakera op het eiland Solor.